# Bogdan Țîru
Bogdan Ionuț Țîru (Costanza, 15 marzo 1994) è un calciatore rumeno, centrocampista del Farul Costanza.

## Carriera

### Club
Ha esordito nella massima serie rumena con il Viitorul Costanza nella stagione 2010-2011.

### Nazionale
Ha esordito in nazionale il 15 novembre 2016.

## Palmarès

### Club

#### Competizioni nazionali
- Campionato rumeno: 1

Viitorul Costanza: 2016-2017
- Coppa di Romania: 1

Viitorul Costanza: 2018-2019
- Supercoppa di Romania: 1

Viitorul Costanza: 2019